# 开垦河
开垦河是中华人民共和国新疆维吾尔自治区的一条河流，位于塔里木盆地，该河全长32千米，集水面积约371平方千米，年均径流量约为1.6亿立方米。根据开垦河水文站测定，该河夏季富水期径流量占全年的54.5%，冬季枯水期径流量占全年的5.3%。